# Fragaria moschata
Fragaria moschata é uma espécie de morango da família Rosaceae pertencente ao gênero Fragaria nativa do continente Europeu.
Em francês, é conhecida como Fraisier musqué, e em inglês como Musk strawberry.
Essas plantas são resistentes e podem sobreviver em condições climáticas adversas e são cultivadas comercialmente em pequena escala, em particular na Itália. O fruto é pequeno e redondo; são usados na culinária pelo seu aroma intenso e sabor excelente, o qual tem sido comparado a uma mistura de sabor regular de morango, framboesa e abacaxi. 